# Franz Massak
Franz Massak (* 4. März 1804 in Nechwalitz, Böhmen; † 4. Juni 1875 in Wien) war ein Militärkapellmeister und Komponist.

## Leben
Er kam 1818 nach Wien, wo er Unterricht von Jakob Ullmann, Anton Plachy und ab 1825 von Joseph Drechsler und August Swoboda erhielt. Massak war von 1826 bis 1869 Militärkapellmeister beim Infanterieregiment Nr. 39 und 49. Er trat schon ab 1834 mit seiner Kapelle in Wiener Unterhaltungslokalen auf, auch gemeinsam mit Johann Strauss (Vater) und Joseph Lanner. Er dürfte der erste Kapellmeister gewesen sein, der 1835 mit Militärmusikern in Streichbesetzung in Wien spielte. Als einziger Kapellmeister publizierte er bereits Tanzkompositionen in den 1830er Jahren beim Musikverlag Mechetti in Wien. Josef Sawerthal nennt Massak in seinem Reisebericht einen „Militärkapellmeister par excellence“.